# Birthama
Birthama is een geslacht van vlinders van de familie slakrupsvlinders (Limacodidae).

## Soorten
- B. basibrunnea Swinhoe, 1904
- B. diffusa Hampson, 1897
- B. dodona Druce, 1910
- B. dyscrita West, 1932
- B. nigrina Hering, 1931
- B. obliqua Walker, 1862
- B. obliquifascia Hampson, 1893
- B. pelochroa West, 1932
- B. reducta Hering, 1928
- B. rosea (De Joannis, 1930)
- B. rubicunda (Walker, 1862)
- B. saturata Kiriakoff, 1954
- B. senescens West, 1932